# Charly Pontens
Charly Pontens (Bruges, 13 luglio 1995) è un cestista francese.

## Palmarès
- Pro B: 1

Blois: 2017-18